# Кобалава, Жанна Давидовна
Жанна Давидовна Кобалава (род. 5 октября 1958, Ткварчели, СССР) — советский и российский учёный-медик, доктор медицинских наук, профессор РУДН и МГУ. Специалист в области кардиологии и клинической фармакологии. Заслуженный деятель науки РФ (2013).

## Биография
Родилась в 1958 году в абхазском городе Ткварчели. В 1978—1984 годах училась на медицинском факультете Университета дружбы народов им. Патриса Лумумбы по специальности «Лечебное дело» (окончила с отличием). Кроме того, имеет диплом переводчика с английского языка.
С 1984 по 1988 годы обучалась в ординатуре, аспирантуре на кафедре внутренних болезней и клинической фармакологии Университета дружбы народов (научный руководитель — академик В. С. Моисеев). В декабре 1988 года стала кандидатом медицинских наук (тема диссертации — «Клинически важные аспекты фармакодинамики клофелина при гипертонической болезни»). В дальнейшем работала на родной кафедре ассистентом и доцентом.
В 1997 году защитила докторскую диссертацию на тему «Клиническое и фармакодинамическое обоснование выбора антигипертензивных препаратов у больных эссенциальной гипертонией с сопутствующими факторами риска», после этого была удостоена звания профессора.
В 2002 году возглавила только что созданную кафедру пропедевтики внутренних болезней медицинского института РУДН. С 2017 года — заведующая кафедрой внутренних болезней с курсом кардиологии и функциональной диагностики РУДН. С 2004 года также является заведующей кафедры кардиологии и клинической фармакологии факультета повышения квалификации медицинских работников того же вуза.
С 2010 года работает по совместительству профессором кафедры внутренних болезней МГУ.
Входит в президиум правления Российского кардиологического общества. Является членом редколлегий нескольких медицинских журналов («Кардиология», «Клиническая фармакология и терапия», «Blood Pressure» и др.). Регулярно принимает участие в научных конференциях, а также мероприятиях по повышению квалификации практикующих врачей-кардиологов.

## Семья
Замужем, двое сыновей.
Дядя:Валерий Кобалава Автандилович

## Научные разработки
Известна работами по кардиологии, нефрологии и фармакотерапии внутренних болезней и как организатор уникального для РФ центра по проведению ранних фаз клинических исследований лекарственных препаратов.
Под руководством Ж. Д. Кобалавы защищено более полусотни кандидатских и докторских диссертаций.
- Практикум по пропедевтике внутренних болезней. Ч. 1. Расспрос. Общий осмотр. Исследование отдельных частей тела. - М. : Изд-во РУДН, 2004 (Тип. ИПК РУДН). - 75 с.; ISBN
- О чем полезно знать пациенту со стенокардией? / Ж. Д. Кобалава, С. Н. Терещенко. - М., 1999-_ - 21 см.
- История болезни : учебно-методическое пособие на русском и английском языках : [для студентов 3 курса медицинского факультета, обучающихся по специальности "Лечебное дело"] / Ж. Д. Кобалава, М. А. Ефремовцева. - Москва : Рос. ун-т дружбы народов, 2008. - 70 с. : ил., табл.; 29 см.
- Артериальная гипертония: новое в диагностике и лечении / Ж. Д. Кобалава, Ю. В. Котовская. - [Б. м.] : Фармацевтическая компания "Сервье", 2006. - 368 с. : ил., табл.; 21 см.
- Основы кардиоренальной медицины [Текст] / Ж. Д. Кобалава, С. В. Виллевальде, М. А. Ефремовцева ; под ред. Ж. Д. Кобалава, В. С. Моисеева. - Москва : ГЭОТАР-Медиа, 2014. - 255 с. : ил., табл.; 21 см.; ISBN 978-5-9704-3040-8 (в пер.)
- Основы внутренней медицины [Текст] / Ж. Д. Кобалава, С. В. Моисеев, В. С. Моисеев ; под ред. акад. РАМН В. С. Моисеева ; подгот. под эгидой Ассоц. медицинских обществ по качеству. - Москва : ГЭОТАР-Медиа, 2014. - 882 с. : ил., табл.; 30 см.; ISBN 978-5-9704-2772-9
- Острая сердечная недостаточность [Текст] : руководство / В. С. Моисеев, Ж. Д. Кобалава. - Москва : Мед. информ. агентство, 2012. - 324 с. : ил., табл.; 25 см.; ISBN 978-5-9986-0078-4
- Бета-адреноблокаторы в современной кардиологии: 150 вопросов и ответов [Текст] / [Ж. Д. Кобалава и др. ; под ред. Ж. Д. Кобалавы]. - Москва : Изд-во МАИ, 2013. - 147 с. : ил., табл.; 21 см.; ISBN 978-5-4316-0178-1
- Основные синдромы при заболеваниях внутренних органов : для студентов 3 курса медицинского факультета специальностей "Лечебное дело" и "Стоматология" : [учебно-методическое пособие / Ж.Д. Кобалава и др.; под ред. Ж.Д. Кобалавы]. - Москва : Изд-во Российского университета дружбы народов, 2005. - 76 с. : ил.; 29.
- Основные синдромы и симптомы при заболеваниях внутренних органов [Текст] : учебно-методическое пособие / [Котовская Ю. В. и др.] ; под ред. Ж. Д. Кобалава. - Изд. 3-е, доп. и перераб. - Москва : Российский ун-т дружбы народов, 2011. - 21 с.; 21 см.

Избранные статьи:
- Комбинированная терапия артериальной гипертонии с использованием фиксированной комбинации периндоприла аргинина/амлодипина в реальной клинической практике: организация и основные результаты программы константа / Кобалава Ж.Д., Котовская Ю.В., Лукьянова Е.А. / Кардиология. 2013. Т. 53. № 6. С. 25-34.
- Эхокардиографическая оценка фиброза миокарда у молодых мужчин с артериальной гипертонией и разными типами ремоделирования левого желудочка / Кобалава Ж.Д., Котовская Ю.В., Сафарова А.Ф., Моисеев В.С. / Кардиология. 2011. Т. 51. № 2. С. 34-39.
- Неинвазивные методы исследования сосудистого русла в клинической практике / Кобалава Ж.Д., Котовская Ю.В. / Кардиоваскулярная терапия и профилактика. 2009. Т. 8. № 4. С. 5-7.

## Награды и звания
- Орден Почёта (10 сентября 2020 года) — за заслуги в научно-педагогической деятельности, подготовке квалифицированных специалистов и многолетнюю добросовестную работу[7]
- Заслуженный деятель науки РФ (2013), заслуженный профессор РУДН (2005).